# Helischer József Városi Könyvtár
A Helischer József Városi Könyvtár Esztergom városi könyvtára, ami 2007-ig a Prímás-sziget északi  felén működött, átmeneti helye a helyi Dobó Katalin Gimnáziumban és a József Attila Általános Iskolában van. A Helischer József nevet 2005. januárjában vette fel az intézmény, addig a Babits Mihály Városi Könyvtár nevet viselte.

## Története

### Alapítás
A mai könyvtár gyűjteményének alapja az az igen értékes hagyaték, amit Helischer József városi tanácsos ajándékozott végrendeletében a Esztergomnak 1844-ben. Ez 2538 kötetből, kéziratokból, térképekből és néhány ősnyomtatványból állt. Adományát Helischer további háromezer forinttal egészítette ki. Ezt a gyűjteményt intézményesítette a város 1905. augusztus 28-án, amikor létrehozta az első esztergomi közkönyvtárat. 1932-ben már 4138 kötete volt. 1950. március 13-án az Országos Könyvtári Központ átvette a könyvtárat, melynek ekkor 7500 darabos gyűjteménye volt. A Balassa Bálint nevét felvevő könyvtár 1951. január 1-jén nyitotta meg kapuit.
1965-ben a könyvállomány 23 212 kötet, az olvasók száma 1 722 fő volt. Az intézmény a Kossuth Lajos u. 25. szám alatt működött.

### A Prímás-szigeti épület története

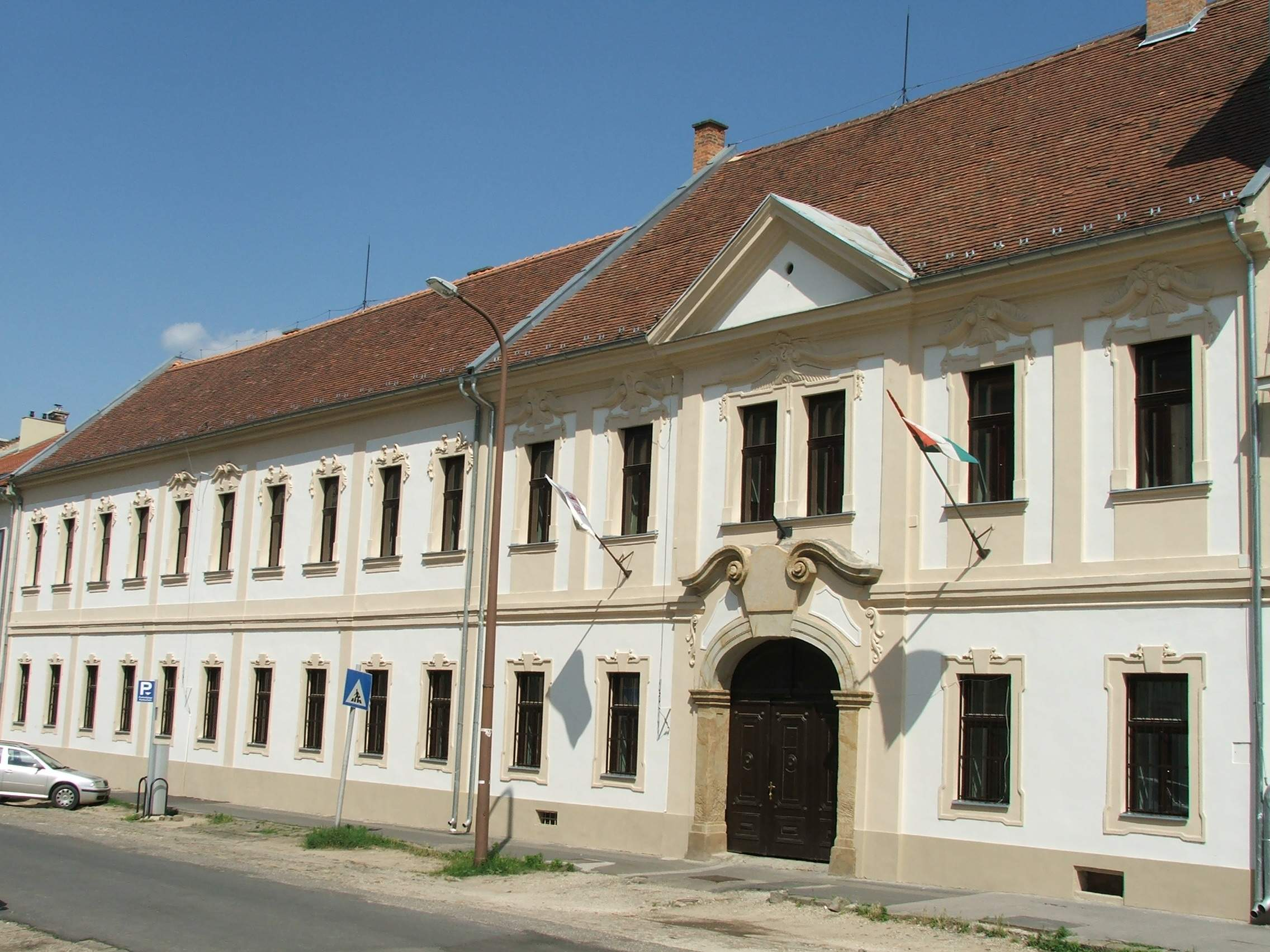
A 2007-ben a könyvtárnak szánt épület, ahova időközben iskola költözött

A könyvtár a hatvanas évekig a Kossuth Lajos utcában, a korábbi Magyar Király Szálloda épületében működött. A Prímás-szigeti Táncsics Mihály utcai épületébe 1967-ben költözött, ekkor az állomány 36 662 kötetből állt.
Az új épület 700 m²-es volt, ahol a fokozatosan 90 000 kötetre gyarapodó gyűjteményt őrizték. A beiratkozott olvasók száma 3700 fő volt. A szigetet, és vele a könyvtárat a nagyobb árvizek rendszeresen elöntötték. Ez nehézséget jelentett az értékes könyvek biztonságos elhelyezésében az amúgy is szűkös épületben. Az eredeti tervek szerint az épület lábakon állt, viszont a könyvállomány olyan iramban szaporodott, hogy a lábak közötti teret is beépítették a hely szűkössége miatt. Ezeket a földszinti épületrészeket, benne a gyermekkönyvtárat öntötte el a Duna. 1971-ben a város megemlékezett Babits Mihály halálának 30. évfordulójáról, ennek alkalmából szeptember 26-án a könyvtár felvette az előhegyi remete nevét, és az épület falán elhelyezték Ferenczy Béni szobrászművész bronz domborművét.
A könyvtár 2006-ban, 101-dik születésnapján kapott egyedi címert. 2007 nyarán el kellett hagynia a szigetet, ugyanis az addigi helyén egy új szálloda építése kezdődött meg. A könyvtárépületet, és a vele szomszédos egykori nyári napközi épületét 2007. december 17-én elbontották.
A könyvtár vezetői a kezdetektől napjainkig:
- 1951–1975 Martsa Alajos[6]
- 1975–1998 Nagyfalusi Tibor[7]
- 1998–2004 Bárdos Istvánné
- 2004–2020 Várady Eszter[8]
- 2020– Schmöltz Margit

### A könyvtár működése
A felnőtt könyvtár a Dobó Katalin Gimnáziumban, a gyerekkönyvtár a József Attila Általános Iskolában működik. A Helischer József Városi Könyvtár az esztergomi kultúra, művelődés meghatározó  szereplője. Hagyományai, szakmai jelene és múltja és intézményi kapcsolatai egyaránt inspirálóak. A stratégiai tervük szerint három legfontosabb értékük, amelyet képviselni szeretnének: közösség, kultúra, innováció.
2021-től a könyvtár telephelyeként működik a Kapcsolatok Háza, Esztergomban, a Széchenyi téren, a város gyermekfoglalkoztató központjaként. Az épületegyüttesben kialakított funkcionális terek lehetőséget adnak színes és sokrétű programok megvalósítására. A legfőbb cél a gyerekek különböző kompetenciaterületeinek fejlesztése olyan eszközökkel, melyek az élmény és felfedezés örömét játékos formában nyújtják nekik.  

### Rendezvények
A könyvtárba sokszor hívnak meg neves közéleti szereplőket, írókat, akik előadásokat tartanak, valamint megrendezik az Őszi Könyvtári Hetek sorozatot is.